# Gnilna
Gnilna – niewielka rzeka w województwie pomorskim, prawy dopływ Słupi.

## Charakterystyka
Gnilna płynie szeroką, porośniętą łąkami mokrymi doliną przez wysoczyznę morenową w kierunku zachodnim, dwa kilometry powyżej ujścia zmienia kierunek na południowy. Źródła Gnilnej znajdują się w pobliżu źródeł rzeki Brodniczki, która jest dopływem Łupawy. Pomiędzy źródłami obu rzek występuje strefa bifurkacyjna, oznacza to, że cieki z tej strefy zasilają raz jedna, raz drugą rzekę. Wynika to z faktu, że doliny obu rzek łączą się ze sobą.